# جحاور العليا (شرس)

تعديل مصدري - تعديل

جحاور العليا هي إحدى قرى عزلة شرس الاسفل بمديرية شرس التابعة لمحافظة حجة، بلغ تعداد سكانها 96 نسمة حسب تعداد اليمن لعام 2004.